# Edward W. Creal

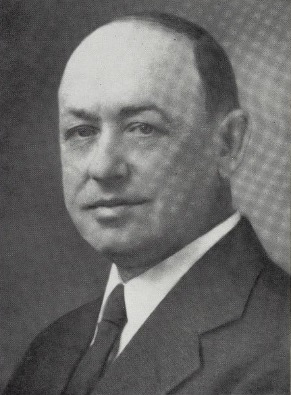
Edward W. Creal

Edward Wester Creal (* 20. November 1883 bei Mount Sherman, LaRue County, Kentucky; † 13. Oktober 1943 in Hodgenville, Kentucky) war ein US-amerikanischer Politiker. Zwischen 1935 und 1943 vertrat er den Bundesstaat Kentucky im US-Repräsentantenhaus.

## Werdegang
Edward Creal besuchte die öffentlichen Schulen seiner Heimat. Danach arbeitete er neun Jahre lang als Lehrer im LaRue County. In seiner Freizeit und während der Ferien setzte er seine eigene Ausbildung an der Southern Normal School in Bowling Green und am East Lynn College in Buffalo fort. Nach einem Jurastudium am Centre College in Danville und seiner Zulassung als Rechtsanwalt begann er ab 1910 in Hodgenville in diesem Beruf zu arbeiten. Zwischen 1910 und 1918 fungierte Creal auch als Schulrat im LaRue County; von 1918 bis 1936 war er in verschiedenen Stellen als Staatsanwalt tätig. Von 1918 bis zu seinem Tod gab er in Hodgenville eine Wochenzeitung heraus.
Politisch war Creal Mitglied der Demokratischen Partei. Zwischen 1924 und 1940 saß er in deren Staatsvorstand in Kentucky. Nach dem Tod des Abgeordneten Cap R. Carden im Jahr 1935 wurde er im vierten Wahlbezirk von Kentucky als dessen Nachfolger in das US-Repräsentantenhaus in Washington, D.C. gewählt, wo er am 5. November 1935 sein neues Mandat antrat. Nachdem er bei den folgenden regulären Wahlen jeweils bestätigt wurde, konnte er bis zu seinem Tod am 13. Oktober 1943 im Kongress verbleiben. Dort wurden in den ersten Jahren weitere New-Deal-Gesetze der Bundesregierung unter Präsident Franklin D. Roosevelt verabschiedet. Danach bestimmten die Ereignisse des Zweiten Weltkrieges auch die Arbeit des US-Repräsentantenhauses.
Edward Creal starb in Hodgenville und wurde dort auch beigesetzt.